# Тинская Дача
Тинская Дача — упразднённый участок в Тайшетском районе Иркутской области России. Входил в состав Половино-Черемховского муниципального образования. Исключен из учётных данных в 2024 году.

## Население
| 2002 | 2010 | 2011 | 2012 |
| ---- | ---- | ---- | ---- |
| 2    | ↘0   | →0   | →0   |

По данным Всероссийской переписи, в 2010 году в населённом пункте не было постоянного населения.